# (7847) Mattiaorsi
(7847) Mattiaorsi (1996 CS8) – planetoida z pasa głównego asteroid okrążająca Słońce w ciągu 5,52 lat w średniej odległości 3,12 j.a. Została odkryta 14 lutego 1996 roku.